# 2e Division canadienne (1914-1918)
Pour la formation actuelle, voir 2e Division du Canada.
Pour les articles homonymes, voir 2e division.
La 2e Division canadienne était une formation d'infanterie qui vit le service durant la Première Guerre mondiale. Une 2e Division d'infanterie canadienne fut également levée durant la Seconde Guerre mondiale.

## Composition
- 4e brigade d'infanterie canadienne :

18e bataillon (Ontario occidental) (en), 1er octobre 1914 - 11 novembre 1918
19e bataillon (Ontario central) (en), 19 octobre 1914 - 11 novembre 1918
20e bataillon (Ontario central) (en), octobre 1914 - 11 novembre 1918
21e bataillon (Ontario oriental) (en), 19 octobre 1914 - 11 novembre 1918
- 5e brigade d'infanterie canadienne :

22e bataillon (canadien français), 21 octobre 1914 - 11 novembre 1918
24e bataillon (Victoria Rifles of Canada), 22 octobre 1914 - 11 novembre 1918
25e bataillon (Nova Scotia), 28 octobre 1914 - 11 novembre 1918
26e bataillon (Nouveau Brunswick) (en), 19 octobre 1914 - 11 novembre 1918
- 6e brigade d'infanterie canadienne :

27e bataillon (Royal Winnipeg Rifles), 21 octobre 1914 - 11 novembre 1918
28e bataillon (Nord Ouest) (en), 19 octobre 1914 - 11 novembre 1918
29e bataillon (Vancouver) (en), 24 octobre 1914 - 11 novembre 1918
31e bataillon (Alberta) (en), 16 novembre 1914 - 11 novembre 1918

## Annexe